# David Lyon (homme politique)
David Lyon Junior (1794–1872) est un marchand des Antilles britanniques, député et propriétaire terrien. 
Thomas Lawrence a peint son portrait en 1825.

## Biographie

### Naissance, études et famille
David Lyon naît le 8 avril 1872. Son père, David Lyon senior (1754–1827), est un marchand prospère des Antilles britanniques. Il a dix enfants avec sa femme Isabella Read (1776-1836). David Lyon junior est le troisième. Il fait ses études à Harrow (1809).
La famille paternelle descend de William Lyon de Pettanys (1433–1498), ancêtre de la branche Easter Ogil (Burkes LG 1906), troisième fils de Patrick Lyon 1er Lord Glamis (1402–1459).

### Parcours politique et professionnel
Il est député conservateur de Bere Alston, un arrondissement pourri, contrôlé par Lord Beverley. Il n'a jamais pris la parole au Parlement et, après que Bere Alston a été privé de ses droits par le Reform Act 1832, il ne revient pas au Parlement.  
Il rejoint l'entreprise familiale et a de gros intérêts en Jamaïque. Il est propriétaire d'esclaves jusqu'à l'abolition de l'esclavage en 1833, date à laquelle il est indemnisé pour plus de deux mille esclaves, détenus sur treize domaines. 
Il devient High Sheriff of Sussex en 1851[réf. nécessaire].

### Propriétés
Deux ans après avoir pris sa retraite du Parlement, il achète un domaine près de Worthing, dans le Sussex. Il démolit le manoir existant et construit Goring Hall, maintenant utilisé comme hôpital. En 1836, il charge l'architecte Decimus Burton de redécorer l'église St Mary à ses frais. Il emploie Sir Francis Chantry pour sculpter un mémorial à sa mère en 1836 et plante une avenue longue d'un mile de Holm Oaks, connue sous le nom d'Ilex Avenue. À cette époque, il construit également la Highdown Tower, alors connue sous le nom de Dower House.
En 1860, il achète le château de Balintore à Angus, le comté de ses ancêtres. Outre ses deux propriétés à la campagne, il possède une maison londonienne au 31 South Street, Park Lane.

### Mariage
En 1848, âgé de 54 ans, il épouse Blanche Augusta Bury, fille d'Edward Bury et de Lady Charlotte Bury, la dernière étant une romancière reconnue en son temps. Gendre dévoué, il semble avoir réglé toutes ses dettes, et Lady Charlotte vit avec le couple, qui semble être très heureux, du moins pour Benjamin Disraeli. David est dépeint comme un « plaisancier célèbre » et un homme « très riche ». 
Dix ans après leur mariage, le couple est impliqué dans une querelle acrimonieuse et très publique. Blanche poursuit son mari en justice pour réclamer « la restitution des droits conjugaux ». L'affaire est réglée à l'amiable et « Mme Lyon est rentrée chez son mari ». Mais un an plus tard, le même journal publie l'annonce par David qu'elle s'absente sans motif de sa maison et qu'il n'honorera aucune des dettes qu'elle a contractées. Elle riposte en annonçant que c'est à cause de « sa conduite envers elle ».

### Décès et sépulture
David Lyon décède le 8 avril 1872, à l'âge de 77 ans, dans sa résidence d'hiver de Nice, sans sa famille, qui ne reçoit pas à temps les télégrammes qui annoncent qu'il est malade. Il est enterré contre le mur nord du cimetière de Brompton à Londres vers l'extrémité nord. Sa tombe se trouve à côté de celle de l'officier de marine britannique, l'amiral Sir Charles Fremantle, homonyme de Fremantle, en Australie[réf. souhaitée].
Il laisse ses domaines de Goring et Balintore à son seul frère survivant, William, et d'autres biens dans le Sussex à son neveu, Arthur James Fremantle.

## Portrait
Le portrait de David Lyon Junior, aujourd'hui exposé au Musée Thyssen-Bornemisza à Madrid, est peint en 1825 par Sir Thomas Lawrence, alors président de la Royal Academy et au sommet de sa carrière. Lawrence est payé pour le tableau en 1828, qui semble avoir coûté la somme élevée de 700 guinées. 
David Lyon senior, fait également peindre son portrait par Lawrence, mais on ne sait pas où se trouve ce portrait.
Le portrait de David Lyon Junior est resté dans la famille Lyon jusqu'à la mort de Joy Lyon, qui le lègue à son amie Elizabeth Carnegy-Arbuthnott. En 1980, le portrait est vendu chez Christies et acheté par le baron Hans Heinrich Thyssen-Bornemisza un an plus tard.